# Magazyn Kryminalny 997
Magazyn Kryminalny 997 – cykliczna audycja telewizyjna, emitowana z przerwami od 15 października 1986 do 5 października 2017 na antenie TVP2 i przez krótki czas na antenie TVP Info oraz od 8 marca 2018 do 15 czerwca 2023 na antenie TVP1. Pierwszym prowadzącym w latach 1986–1990 był płk/podinsp. Jan Płócienniczak, następnie został nim Michał Fajbusiewicz, który prowadził program do 2017, a w 2018 został nim Dariusz Bohatkiewicz, który prowadził program do 2023. Celem programu była pomoc telewidzów w odnalezieniu poszukiwanych przestępców i rozwiązywaniu niewykrytych spraw kryminalnych.
Pierwsza nazwa audycji – 997 – pochodzi od numeru telefonu alarmowego pogotowia Policji w Polsce (do kwietnia 1990 pogotowia Milicji Obywatelskiej).
Od początku istnienia audycji w czołówce wykorzystywano fragment utworu „Cronus (Saturn)” amerykańskiego zespołu jazz-rockowego Chase.

## Historia programu

### 1986–1993

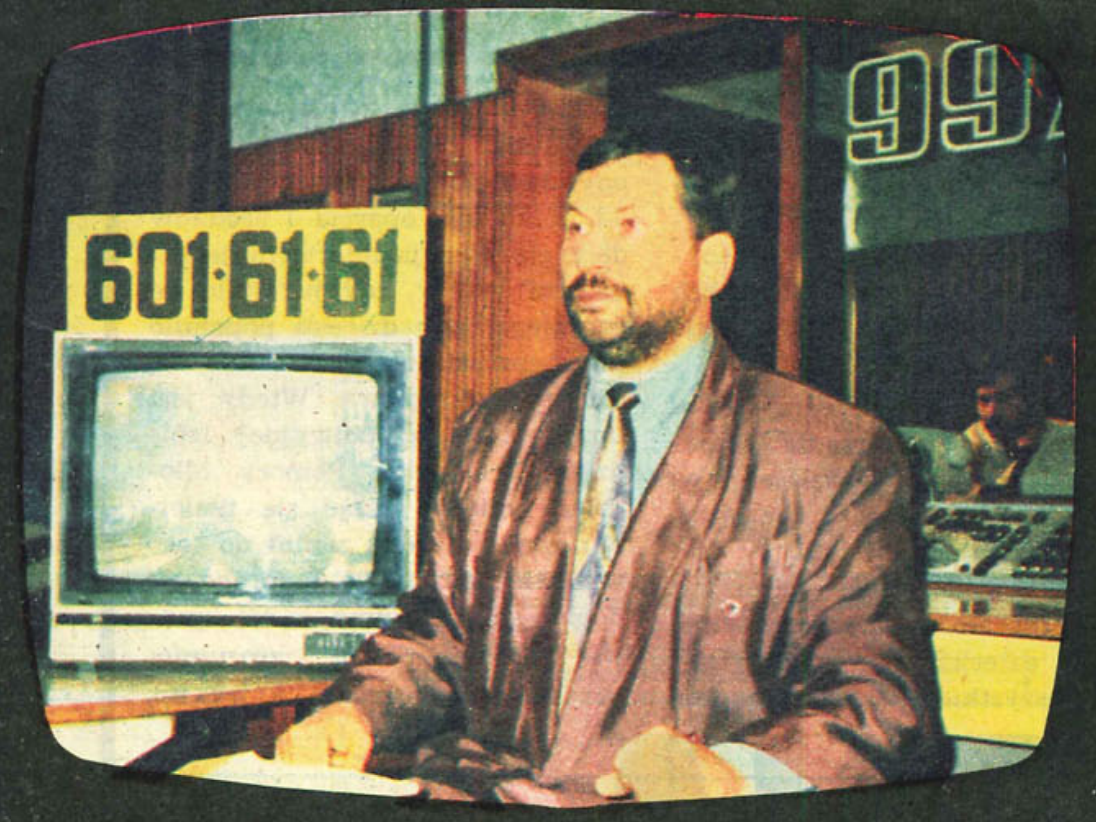
Scenografia programu 997 z prowadzącym Michałem Fajbusiewiczem (1991)

Magazyn Kryminalny 997 został wyemitowany po raz pierwszy w środę 15 października 1986 i był jednym z pierwszych tego typu programów na świecie. Inspiracją dla jego stworzenia był brytyjski program Crimewatch UK (obecnie znany jako Crimewatch) emitowany na BBC One, z którym zetknął się przebywający wówczas jako korespondent w Wielkiej Brytanii Bogusław Wołoszański, który natychmiast zaproponował stworzenie przez Telewizję Polską analogicznego programu. Innymi, starszymi odpowiednikami Magazynu Kryminalnego 997 były brytyjski Police 5 i niemiecki Aktenzeichen XY... ungelöst.
Pierwsze wydanie 997 poprowadzili: pułkownik Milicji Obywatelskiej Jan Płócienniczak oraz dziennikarz Sławomir Komorowski. Już pierwszy odcinek okazał się sukcesem i pozwolił na schwytanie zabójcy pielęgniarki z Warszawy, którego portret pamięciowy zaprezentowano w programie. Po emisji 997 mężczyzna, zmieniwszy uprzednio swoje uczesanie i przefarbowawszy włosy, udał się do baru, w którym poznał swoją ofiarę, chcąc sprawdzić, czy zostanie rozpoznany przez personel; ujęto go. Kolejne emisje programu co miesiąc kończyły zatrzymaniem kolejnych morderców (po każdym programie napływały setki informacji od telewidzów pomocnych w śledztwie). Zdarzało się, że program przyciągał przed telewizory ponad 15 mln widzów.
W 1988 Jan Płócienniczak otrzymał nagrodę Wiktora. Na przełomie lat 80. i 90. jednym z bohaterów 997 był Zdzisław Najmrodzki, którego sprawie poświęcono m.in. obszerny materiał filmowy z 1989 oraz dwa specjalne wydania programu z 1990, wyemitowane z okazji toczącego się przed krakowskim sądem procesu kryminalisty. Na przełomie lat 80. i 90. bohaterem programu był również francuski dziennikarz Bernard Margueritte, który udaremnił napad na swój dom w Zalesiu Górnym.
W latach 1986–1993 jako studio 997 służyło pomieszczenie stanowiska dowodzenia w Komendzie Wojewódzkiej Policji w Łodzi. W 1990 Jana Płócienniczaka zastąpił Michał Fajbusiewicz, który odtąd prowadził 997 do 2017. W tym również roku, z powodu przekształcenia Milicji Obywatelskiej w Policję, drobnych zmian doczekała się czołówka programu, jednak zgodnie z wolą widzów jej ogólna forma pozostała niezmieniona. Do grudnia 1990 wyemitowano ponad 60 odcinków programu, w których przedstawiono ponad 300 spraw. Dzięki pomocy telewidzów ponad 100 z nich zostało rozwiązanych.
10 stycznia 1991 w okolicach Cisnej w ówczesnym województwie krośnieńskim doszło do katastrofy śmigłowca Mi-8T ze 103 Pułku Lotniczego Nadwiślańskich Jednostek Wojskowych MSW, biorącego udział w rekonstrukcji zdarzeń na potrzeby programu. W katastrofie zginęło 7 policjantów i 3 członków załogi. Na miejscu katastrofy w 1992 ustawiono pamiątkowy obelisk.
Na początku czerwca 1993 Magazyn Kryminalny 997 spotkał się z bardzo krytyczną opinią ze strony Komendanta Głównego Policji Zenona Smolarka, który stwierdził, że jest on instruktażem dla przestępców i zabronił wszystkim policjantom współpracować z nim. W konsekwencji program został zdjęty z anteny, a w jego miejsce emitowano program Dajcie znak życia o ludziach zaginionych,  który też był miesięcznikiem (emitowano go w poniedziałki, od 18 lipca 1994 do 5 czerwca 1995). Równolegle nadawane były specjalne wydania magazynu w TVP Łódź; telewizji będącej skierowanym do Łodzi i okolic pasmem kanału TVP Regionalna (dziś TVP3).

### 1995–2017

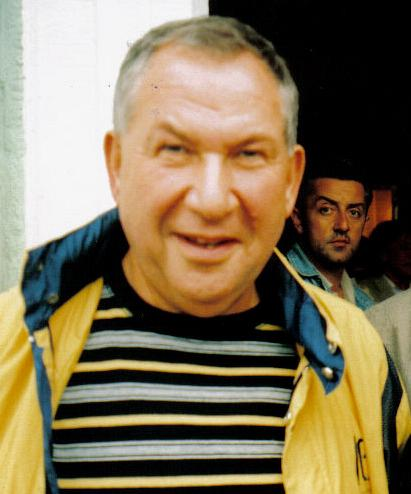
Michał Fajbusiewicz – prowadzący Magazynu Kryminalnego 997 w latach 1990-2017

Po ponad dwóch latach policja wycofała się z zarzutu wobec programu i Magazyn Kryminalny 997 wznowił emisję na ogólnopolskiej antenie 25 września 1995. Nastąpiła wówczas gruntowna zmiana jego oprawy graficznej i utworzono studio programu, ze scenografią przypominającą biuro detektywistyczne. Formuła programu Dajcie znak życia została kontynuowana w programie Ktokolwiek widział, ktokolwiek wie 19 września 1996 na antenie TVP1.
Od 3 października 2009 do 9 stycznia 2010 program był emitowany w TVP Info, w każdą sobotę o godz. 23:30 (od 5 grudnia 2009 zmieniono porę emisji na godz. 21:00). 4 marca 2010 997 powrócił do ramówki TVP2 (czwartki godz. 22:45). 2 grudnia 2010 wyemitowano ostatnie, przed blisko 7-letnią przerwą, wydanie Magazynu Kryminalnego 997. Jesienią 2013 rozpoczęto realizację programu o tej samej tematyce, 997. Fajbusiewicz na tropie, który emitował Polsat Play. W 2017 zakończono jego realizację na tym kanale.

### 2017–2023

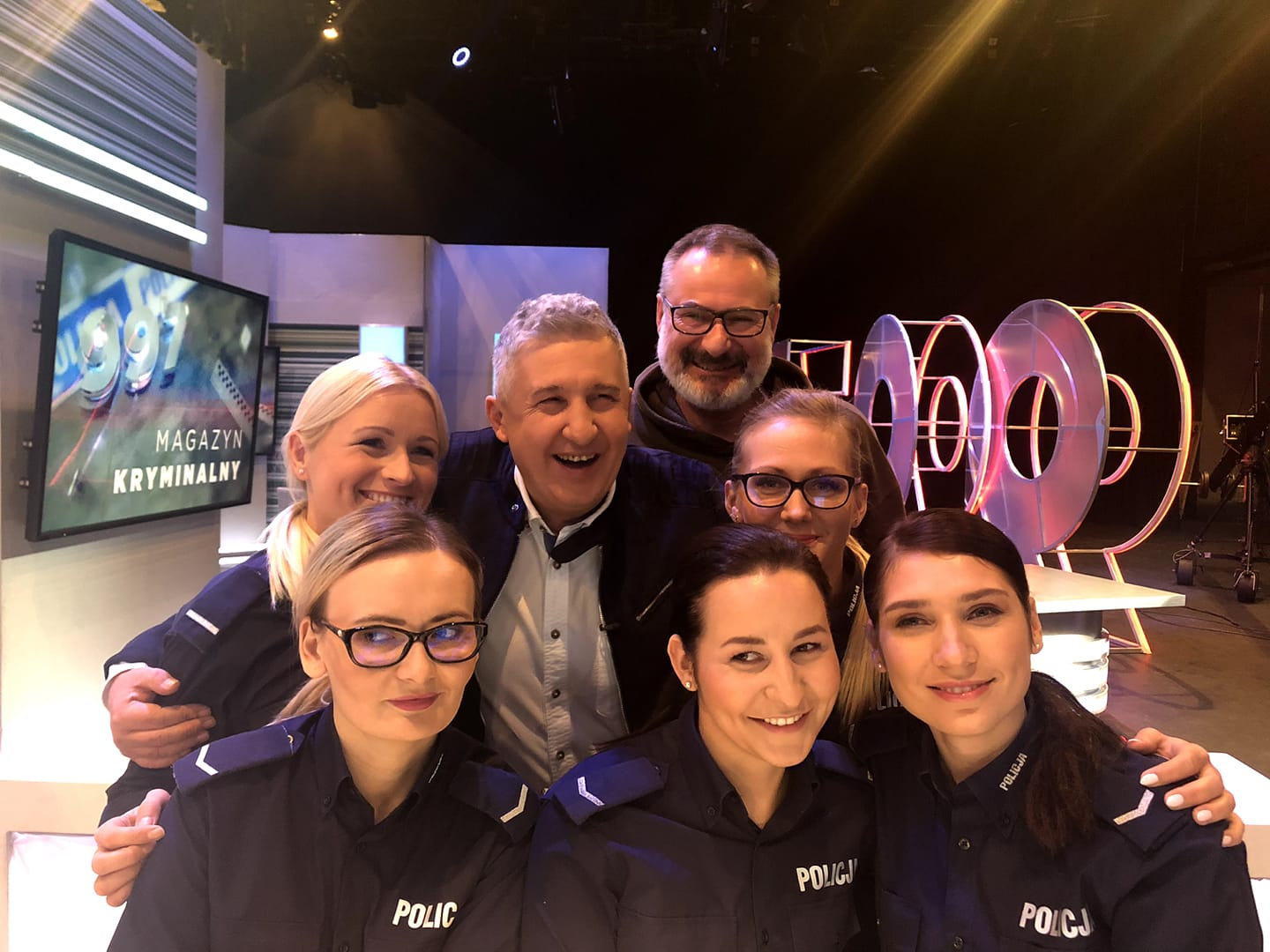
Dariusz Bohatkiewicz (pośrodku) w studiu Magazynu Kryminalnego 997; wraz z nim Marcjusz Włodarczyk i policjantki pełniące dyżur telefoniczny w programie (2020)

5 października 2017, po blisko siedmiu latach przerwy, TVP2 wyemitowała premierowy odcinek Magazynu Kryminalnego 997. Następne wydanie z 12 października zostało na kilka godzin przed emisją zdjęte z anteny. Prezes TVP Jacek Kurski poinformował, że kierownictwo stacji „podjęło autonomiczną decyzję o zawieszeniu emisji programu na okres (...) dwóch tygodni, w celu dokonania koniecznych zmian w [jego] formacie”. Media informowały wówczas, że Magazyn zniknął z anteny z powodu jego krytycznej oceny przez Witolda Gadowskiego, który zarzucił audycji PRL-owski rodowód, a decyzję o zdjęciu programu z anteny miał podjąć osobiście Jacek Kurski. Michał Fajbusiewicz stwierdził, że nikt z Telewizji Polskiej nie poinformował go o zawieszeniu programu oraz również wyraził przekonanie, że przyczyną jego zniknięcia był krytyczny komentarz Gadowskiego i nagłośnienie go przez prawicowe media.
W 2018 program pojawił się w wiosennej ramówce TVP1, a premierowy odcinek wyemitowano 8 marca. Gospodarzem nowej odsłony audycji został Dariusz Bohatkiewicz. Magazyn Kryminalny 997 emitowany był w czwartki po godzinie 23:00 (według stanu na listopad 2022 – dokładna godzina emisji kilkakrotnie ulegała zmianie).
Michał Fajbusiewicz w sposób krytyczny wypowiadał się nt. nowej odsłony Magazynu, nazywając ją „zdekomunizowanym plagiatem”. Podkreślał, że po raz kolejny nikt z TVP nie poinformował go o zamiarach co do jego programu oraz oskarżył nadawcę o nieuczciwość podyktowaną chęcią wykorzystania wysokich wyników oglądalności realizowanej przez niego audycji. Odnosząc się do samego Dariusza Bohatkiewicza stwierdził, że „obecnie moje 997 (...) prowadzi jakiś «misiek» (...) wagowo zbliżony do mnie”.
Ostatnie wydanie prowadzonej przez Bohatkiewicza odsłony wyemitowane zostało 15 czerwca 2023. Kilka dni później Telewizja Polska poinformowała o zakończeniu produkcji Magazynu Kryminalnego 997. Branżowe media wskazywały, że powodem mogła być spadająca oglądalność programu – o ile oglądalność pierwszych odcinków nowej odsłony Magazynu, emitowanych od marca do maja 2018, wynosiła 760 tys., to już we wrześniu 2021 oglądany był średnio przez 428 tys. widzów, a w okresie od września do października 2022 – przez 328 tys. widzów.

## Mordercy jako statyści-aktorzy
W programie dwukrotnie doszło do sytuacji, w której prawdziwy morderca zagrał w rekonstrukcji dokonanej przez niego samego zbrodni.
Podczas realizacji nagrania dotyczącego zabójstwa dziennikarza Radia Bis Artura Korczaka w 1995 morderca dziennikarza zagrał samego siebie w rekonstrukcji. Podejrzenia ekipy wzbudził fakt, że mężczyzna dokładnie odtworzył scenę morderstwa oraz poprawiał reżysera. Morderca, Artur M., został skazany na 15 lat więzienia.
20 kwietnia 1999 we wsi Pustowo koło Słupska zamordowano 70-letnią Olgę Lipczyńską. Kilka miesięcy po morderstwie na miejsce zdarzenia przyjechała ekipa programu w celu odtworzenia zbrodni. Ryszard S. zgłosił się jako chętny do udziału w rekonstrukcji. Podczas inscenizacji pytał się ekipy telewizyjnej o przebieg i postępy w śledztwie, czym jednak nie wzbudził podejrzeń. W Magazynie Kryminalnym 997 jako statysta wystąpił w roli jednego z klientów Lipczyńskiej kupujących od niej wino. Po emisji programu policja wytypowała kilka osób (wśród nich znalazł się Ryszard S.), ale sprawę umorzono z powodu braku dowodów. Na przełomie 2008 i 2009 przeprowadzono nowe badania DNA, które wykazały, że mordercą był właśnie Ryszard S. Funkcjonariusze, którzy ujęli mordercę, otrzymali statuetkę Temidy Magazynu Kryminalnego 997, którą wręczył Michał Fajbusiewicz.